# Pseudoepalpodes argenteus
Pseudoepalpodes argenteus är en tvåvingeart som beskrevs av Vimmer och Victor Gerald Soukup 1940. Pseudoepalpodes argenteus ingår i släktet Pseudoepalpodes och familjen parasitflugor.
Artens utbredningsområde är Peru. Inga underarter finns listade i Catalogue of Life.